# Maschane ochreata
Maschane ochreata är en fjärilsart som beskrevs av William Schaus 1906. Maschane ochreata ingår i släktet Maschane och familjen tandspinnare. Inga underarter finns listade i Catalogue of Life.